# Francis Lastic
 (octobre 2020).
Francis Lastic (né le 3 février 1972) est un footballeur international lucien, devenu entraîneur. Il a été à plusieurs reprises sélectionneur de l'équipe de Sainte-Lucie de football.

## Palmarès
- Championnat de Sainte-Lucie
  - Champion : 1999, 2000, 2003-2004, 2010

- Coupe de Sainte-Lucie
  - Vainqueur : 1999, 2007
  - Finaliste : 2001

- Championnat de Trinité-et-Tobago
  - Champion : 2001
  - Vice-champion : 2002

- Coupe de Trinité-et-Tobago
  - Vainqueur : 2002